# Ньємо
29°26′02″ пн. ш. 90°09′46″ сх. д. / 29.43396° пн. ш. 90.16291° сх. д.
Ньємо (кит. 尼木县, пін. Nímù Xiàn, трансліт. Nyêmo) — один із повітів КНР у складі префектури Лхаса, Тибетський автономний район. Адміністративний центр — містечко Таронг.

## Географія
Ньємо у середньому розташовується на висоті близько 3800 метрів над рівнем моря (перепад висот у діапазоні від 3701 до 7048 метрів над рівнем моря). Північ повіту знаходиться у горах Ньєнчен-Танглха, а південним кордоном повіту слугує річка Ярлунг-Цангпо.

### Клімат
Повіт лежить у зоні висотної поясності: одні його частини характеризуються океанічним кліматом субтропічних нагір'їв, точніше, його високогірною варіацією, тоді як інші — кліматом арктичних пустель. Найтепліший місяць — липень із середньою температурою 15,3 °C. Найхолодніший місяць — січень, із середньою температурою -2,4 °С.
| Клімат повіту Ньємо                                | Клімат повіту Ньємо | Клімат повіту Ньємо | Клімат повіту Ньємо | Клімат повіту Ньємо | Клімат повіту Ньємо | Клімат повіту Ньємо | Клімат повіту Ньємо | Клімат повіту Ньємо | Клімат повіту Ньємо | Клімат повіту Ньємо | Клімат повіту Ньємо | Клімат повіту Ньємо | Клімат повіту Ньємо |
| Показник                                           | Січ.                | Лют.                | Бер.                | Квіт.               | Трав.               | Черв.               | Лип.                | Серп.               | Вер.                | Жовт.               | Лист.               | Груд.               | Рік                 |
| Середній максимум, °C                              | 7,8                 | 9,5                 | 12,6                | 16                  | 19,9                | 23,5                | 22,8                | 21,9                | 21                  | 17,4                | 12,7                | 9,5                 | 16,2                |
| Середня температура, °C                            | −2,4                | 0,5                 | 4,2                 | 7,8                 | 11,8                | 15,3                | 15,1                | 14,3                | 12,9                | 8                   | 1,9                 | −1,9                | 7,3                 |
| Середній мінімум, °C                               | −11,9               | −9                  | −4,6                | 0,1                 | 4,5                 | 8,5                 | 9,7                 | 9                   | 6,8                 | 0                   | −6,9                | −11,3               | −0,4                |
| Норма опадів, мм                                   | 0.3                 | 0.8                 | 2.5                 | 6.6                 | 22.6                | 55.6                | 104.3               | 103.2               | 50.6                | 6.5                 | 0.6                 | 0.4                 | 354                 |
| Вологість повітря, %                               | 25                  | 25                  | 28                  | 36                  | 42                  | 50                  | 61                  | 64                  | 59                  | 43                  | 32                  | 26                  | 41                  |
| -------------------------------------------------- | ------------------- | ------------------- | ------------------- | ------------------- | ------------------- | ------------------- | ------------------- | ------------------- | ------------------- | ------------------- | ------------------- | ------------------- | ------------------- |
| Джерело: Дані метеостанції №55585 (КНР, 1991-2020) |                     |                     |                     |                     |                     |                     |                     |                     |                     |                     |                     |                     |                     |

## Транспорт
- Національне шосе №318